# Eduard Friedrich von Eversmann
Alexander Eduard Friedrich Eversmann ( * 23 de enero de 1794 – 14 de abril de 1860) fue un biólogo y explorador alemán.
Eversmann había nacido en Westfalia y estudió en las universidades de Marburgo, Halle, Berlín y Dorpat. Recibió su grado de Filosofía y Máster de Ciencias Liberales en Halle, en 1814, y en Dorpat se graduó como Doctor de Medicina y Cirugía en 1817. Durante los siguientes tres años viajó al sur de los Urales, recolectando especímenes y enviandolós a Hinrich Lichtenstein en la Universidad de Berlín.
Eversmann tuvo largo tiempo planeando un viaje a Asia central para recolectar especímenes de historia natural. Además estudió los idiomas, costumbres y la religión musulmana de la gente del área. En 1820 fue a Bukhara como comerciante, travesía que describió en Reise Orenburg nach Buchara, en 1823, y con un apéndice de historia natural de Lichtenstein. En 1825 viajó con una expedición militar a Khiva. En 1828 fue elegido profesor de zoología y de botánica en la universidad de Kazán. Durante los siguientes treinta años escribió numerosas publicaciones y es considerado pionero de estudios de la flora y de la fauna de las estepas del sudeste de Rusia, entre el Volga y los Urales.

## Honores
Su nombre es conmemorado en un número de aves: Phoenicurus erythronotus; mariposas, como Parnassius eversmanni; y polillas, como Actebia fennica.
- La abreviatura «Eversm.» se emplea para indicar a Eduard Friedrich von Eversmann como autoridad en la descripción y clasificación científica de los vegetales.[1]